# Puto pini
Puto pini är en insektsart som beskrevs av Danzig 1972. Puto pini ingår i släktet Puto och familjen ullsköldlöss. Inga underarter finns listade i Catalogue of Life.